# Contea di Shule
La contea di Shule (疏勒县S, Shūlè XiànP) è una contea della Cina, situata nella regione autonoma di Xinjiang e amministrata dalla prefettura di Kashgar.